# Enrico Alleva
Enrico Alleva (né le 16 août 1953 à Rome, Italie) est un éthologue Italien. Il a été président de la Società Italiana di Etologia (Société Italien d'éthologie Société).

## Biographie
Après avoir obtenu son diplôme en sciences biologiques à l'Université La Sapienza de Rome (1975) avec le généticien Giuseppe Montalenti (it), Alleva étudie le comportement animal à l'École normale supérieure de Pise (tutoré par Floriano Papi (it). Il est membre des conseils scientifiques de l'Agenzia per la protezione dell'ambiente e per i servizi tecnici (it), World Wide Fund for Nature, Legambiente, Stazione zoologica Anton Dohrn, Encyclopédie Treccani, Agence spatiale italienne, CNR Département "Scienze della vita", et la Commissione Antartide. Il est membre correspondant de l'Accademia dei Lincei, Accademia di Roma Medica, et de l'académie des sciences de l'institut de Bologne. Il a reçu le prix "GB Grassi" de l'Accademia dei Lincei et la Médaille Anokhin de l'Académie Russe des sciences médicales.
Depuis 1990, il est le directeur de la Section des neurosciences comportementales de l'Istituto Superiore di Sanità (it) (Rome). Le Web of Science répertorie plus de 250 articles dans des revues évaluées par des pairs qui ont été cités près de 5000 fois, avec un indice h de 38. Il est le rédacteur en chef de l'Annali dell'Istituto Superiore di Sanità.
Alleva est aussi un vulgarisateur scientifique, qui a écrit Il tacchino termostatico (Theoria, 1990), Consigli un etologo de giovane non (Theoria, 1994, avec Nicoletta Tiliacos), et La mente animale (Einaudi, 2008) et est souvent invité à des émissions de radio et de télévision.